# Austurlandsvegur
Der Austurlandsvegur war die offizielle Bezeichnung für den Teil der Ringstraße, der durch den Osten von Island verläuft.
Die anderen Teile waren der Suðurlandsvegur, der Vesturlandsvegur und der Norðurlandsvegur.
Diese Bezeichnungen galten zwischen 1972 und 1995.
Sie werden noch verwendet.
Jetzt tragen alle Teile den einheitlichen Namen Hringvegur oder Þjóðvegur 1.
Der Austurlandsvegur beginnt bei der Siedlung Grímsstaðir.
Diese liegt jetzt am Hólsfallavegur , der nach Norden an die Ostseite des Dettifoss und zum Norðausturvegur  führt.
Bevor die Ringstraße neu trassiert wurde verlief sie nordöstlich um die Siedlung.

Bis 2005 war die Möðrudalsleið  ein Teil der Ringstraße, der im Winter für längere Zeit unpassierbar sein konnte.
Jetzt ist der Verlauf nördlich über einen früheren Abschnitt des Norðausturvegurs .
Im Langidalur steigt die Straße bis auf seine größte Höhe von 600 m an.
Die neue Strecke kann auch im Winter besser befahren werden.
Hinter der Einöde Möðrudalsöræfi gibt es im Jökuldalur wieder Höfe.
Die Brücke über die Jökulsá á Brú wurde 1994 gebaut.
Die frühere Brüche aus dem Jahre 1931 steht noch knapp 1 km flussabwärts.
Bevor die Straße Fellabær erreicht führt sie am Urriðavatn vorbei, dessen warme Quellen die beiden nächsten Orte mit Warmwasser versorgt.
Im Ort zweigt der Upphéraðsvegur  nach Süden ab, umrundet den Lögirinn und mündet in den Skriðdals- og Breiðdalsvegur .
In ihn mündet de Austurleið  / .
Die 301 m lange Brücke über das Lagarfljót war eine Zeit lang die längste im Lande.
Der Flughafen Egilsstaðir dient auch als Ausweichflughafen für den in Keflavík.
Egilsstaðir ist mit 2636 Einwohnern (Stand 1. Januar 2023) die größte Stadt im Osten von Island. Sie liegt in der Gemeinde Múlaþing.
Während der Skriðdals- og Breiðdalsvegur , bis November 2017 Teil der Ringstraße, weiter nach Süden führt, zweigt der Austurlandsvegur nach Osten ab.
Dann zweigt der Seyðisfjarðarvegur  über die Fjarðarheiði nach Seyðisfjörður ab.
Für diese Verbindung ist der Fjarðarheiðargöng in Planung.
Der Mjóafjarðarvegur  ist zwar als Nebenstraße eingestuft, ist im Winter aber monatelang unpassierber.
Das Dorf Brekkuþorp in dem Fjord hat in der Zeit eine Fährverbindung nach Neskaupstaður.
Innen im Reyðarfjörður zweigt der Norðfjarðarvegur , der durch die Orte Reyðarfjörður, Eskifjörður und durch den Norðfjarðargöng bis nach Neskaupstaður führt.
Bevor 2005 der 5.900 m lange Fáskrúðsfjarðargöng fertiggestellt wurde, führte der Suðurfjarðavegur  ganz um die Landzunge Vattarnes in den Fáskrúðsfjörður und durch den gleichnamigen Ort.
Der Austurlandsvegur umrundet die Landzunge bis in den Stöðvarfjörður.
Hier draußen stand über 50 Jahre das Franski spítalinn leer, mit seiner wörtlich bewegten Geschichte.
Als Nächstes umrundet die Straße den Stöðvarfjörður.
Im gleichnamigen Ort gibt es eine beachtenswerte private Steinsammlung.
An der Halbinsel Kambanes vorbei erreicht der Hringvegur die Bucht Breiðdalsvík.
Über den Breiðdalsvíkurvegur  ist das gleichnamige Dorf zu erreichen.
Der Skriðdals- og Breiðdalsvegur  trifft wieder auf die Ringstraße, die den innersten Teil der Bucht auf Dämmen und einer Brücke überquert.
Innen im Beruförður wurde im August 2019 das letzte Stück der Ringstraße asphaltiert, hier mündet auch der Axarvegur  ein.
Diese Passstraße ist zwar die kürzeste Verbindung z. B. zwischen Egilsstaðir und Höfen. Aber sie ist nicht wintersicher und nicht einfach befahrbar.
Am Südufer der Fjordmündung liegt der Ort Djúpivogur.
Bei einem Hof im Hamarsfjörður in der ersten Hälfte des 20. Jahrhunderts alte römische Kupfermünzen gefunden.
Der Álftafjörður zählt als südlichster zu den Ostfjorden.
Von ihm aus führte bis 1981 die Ringstraße über die 398 m hohe Lónsheiði nach Westen.
Danach führte sie an der Küste am Hvalnesrskriður entlang, wo es zu Steinschlägen kommen kann.
In die Lónsvík mündet die Jökulsá í Lóni an ihr entlang führt der 25 km lange Kollumúlavegur .
Der Hringvegur führt durch die Almannaskarðsgöng, der den Pass Almannaskarð umfährt.
Die alte Passstraße war eng, geschottert und hatte mit bis zu 17 % Gefälle.
Der Ort Höfn í Hornafirði ist über den Hafnarvegur , eine 5 km lange Stichstraße zu erreichen.
Über die 16 km lange Piste Jökulvegur  gelangt man bis an den Skálafellsjökull, einer Zunge des Vatnajökull.
Der Gletschersee Jökulsárlón liegt direkt neben der Straße.
Der Abfluss aus dem See, die Jökulsá á Breiðamerkursandi, ist mit 500 m die kürzeste Jökulsá im Land.
Sie wird seit 1967 mit einer einspurigen Brücke überquert.
Die Landschaft Öræfi deutsch Einöde trug ihren Namen auch wegen der früher schlechten Erreichbarkeit.
In diesem Gebiet legte man 1967 den Skaftafell-Nationalpark, der jetzt zum Vatnajökull-Nationalpark gehört.
Jetzt wird die Skeiðarárbrú nicht mehr genutzt.
Sie war mit 904 m die längste Brücke im Land und ermöglichte erst die Ringstraße.
Hier endet der Austurlandsvegur und setzt sich wieder mit dem Suðurlandsvegur fort.
Diese Beschreibung ist ausführlicher als bei dem Artikel Ringstraße. 
Er führt neben den 2- und 3-stelligen Straßen auch Städte und Flüsse mit eigenem Artikel auf.
Das Brückenverzeichnis ist vom Februar 2016.
Heute verläuft die Ringstraße zum Teil auf einer anderen Strecke, die Skeiðarárbrú ersetzt worden und in diesem Landesteil gibt es weitere Veränderungen.
Der Austurlandsvegur ist mit 531 km der längste Streckenabschnitt der Ringstraße.

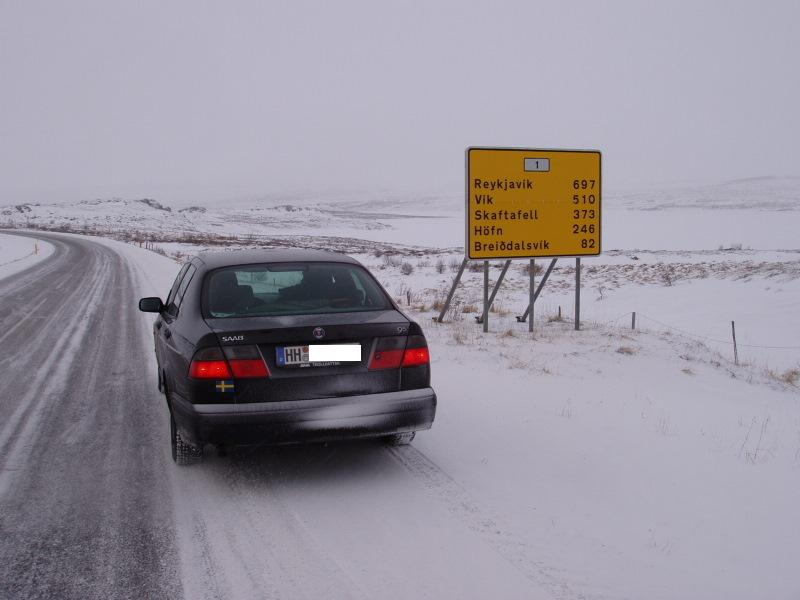
Entfernungstafel bei Egilsstaðir
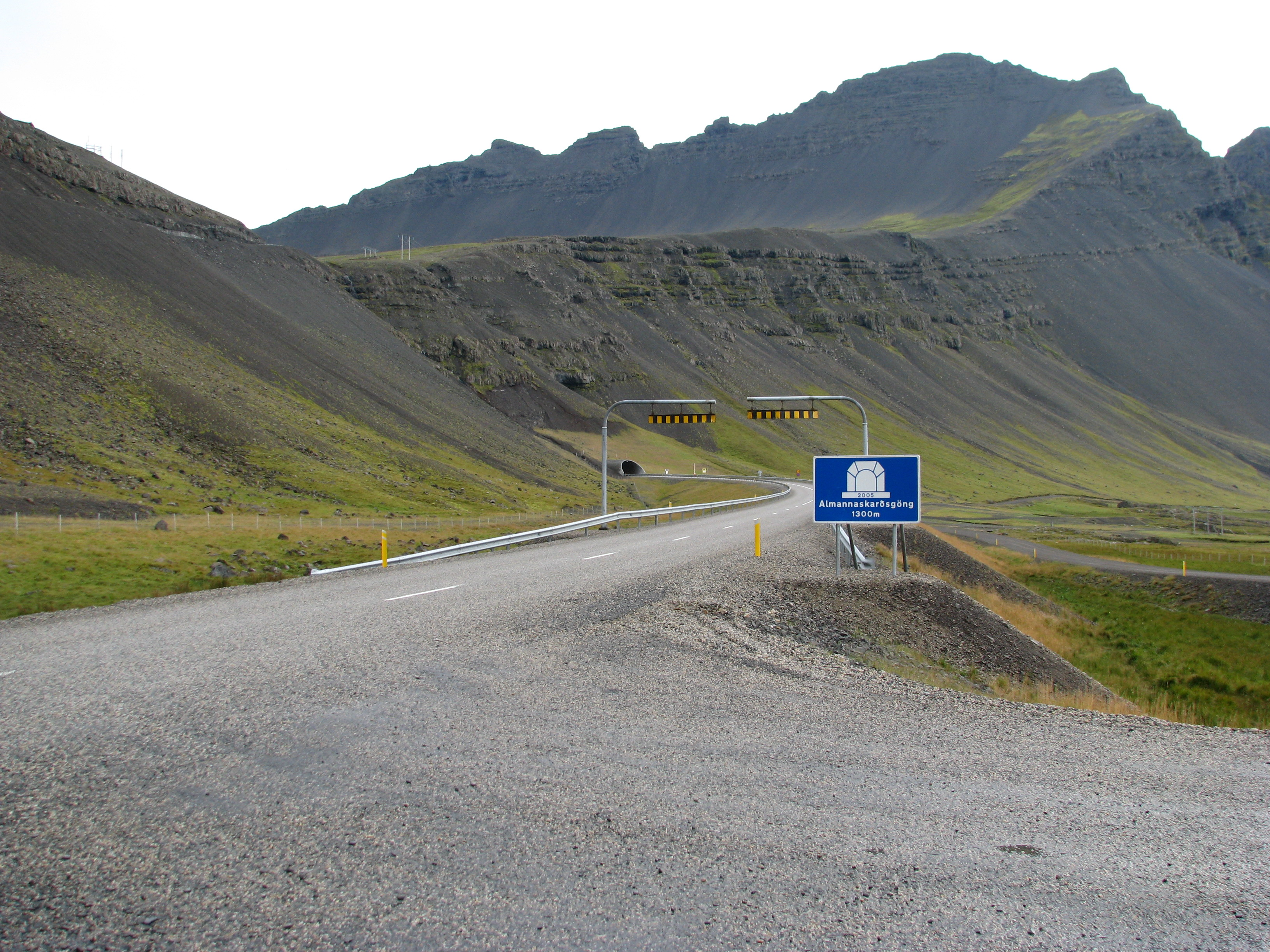
Almannaskarðsgöng (Tunnel)
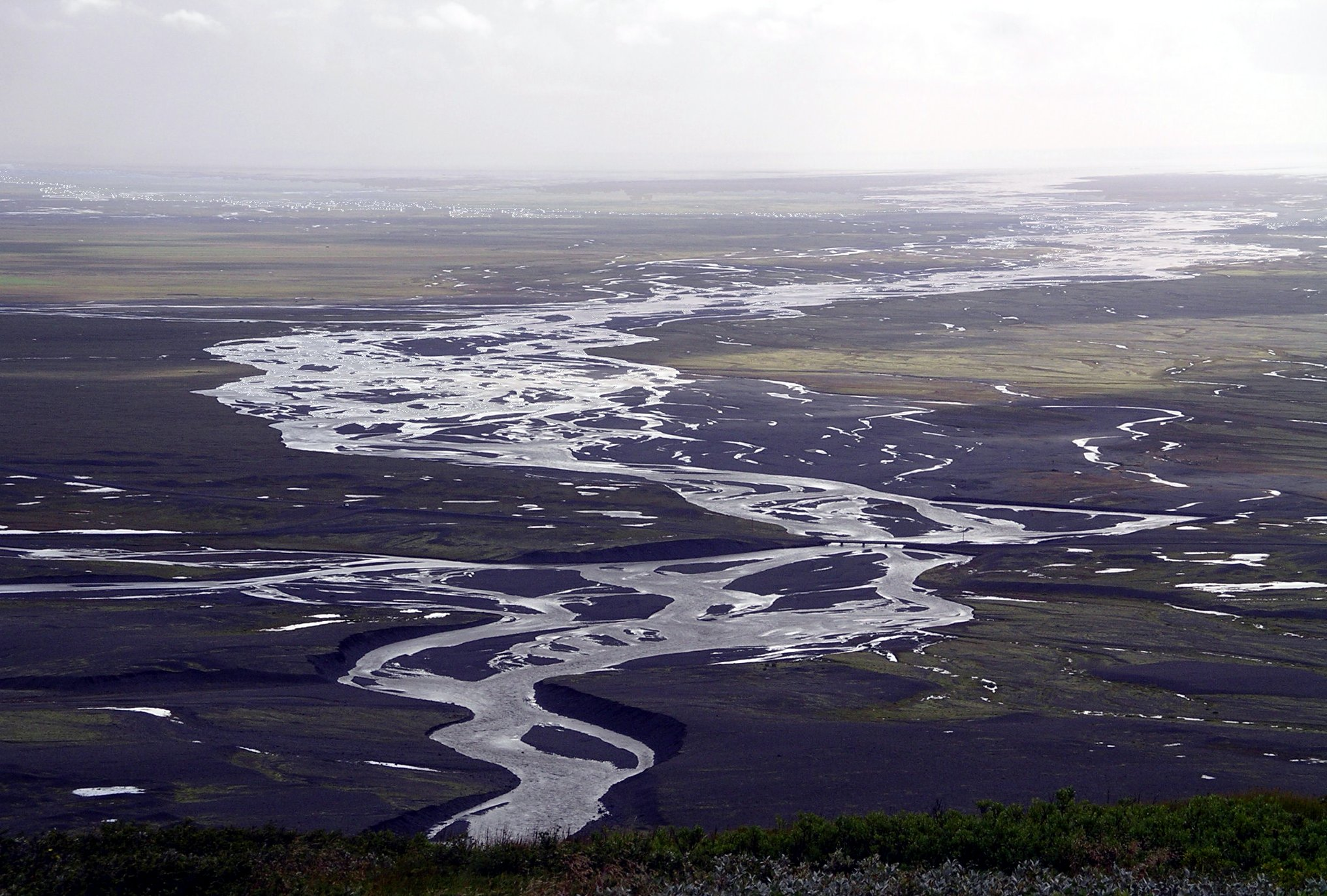
Skeidarásandur mit Brücke im Vordergrund